# Fortaleza de Srebrenik
La fortaleza de Srebrenik (en bosnio, croata y serbio: Tvrđava Srebrenik/Тврђава Сребреник; también conocida como: Gradina/Градина) es una fortaleza ubicada cerca de la ciudad de Srebrenik en Bosnia y Herzegovina. Ha sido un monumento nacional de Bosnia y Herzegovina desde el 8 de diciembre de 2004.

## Ubicación
La fortaleza está ubicada en las laderas nororientales de la montaña Majevica en el pueblo de Gornji Srebrenik, a unos 5 km del centro de la ciudad. Está construida sobre una roca escarpada, casi inaccesible, con una zanja profunda excavada debajo, con la única entrada que es un pequeño puente.

## Historia
Ninguna fuente histórica actual identifica el año exacto de su construcción o quién fue su constructor. Los primeros registros se remontan a los edictos de Esteban II de Bosnia a Ragusa en 1333.
Estaba ubicado en ese momento en importantes caminos militares que lo convertían en un importante bastión estratégico. Ya en 1363, el rey Luis I de Hungría envió un ejército a Bosnia, dirigido por su palatino Nicolás Kont, que sufrió importantes pérdidas bajo Srebrenik.
En 1393 fue capturada por el rey húngaro Segismundo de Luxemburgo y en las siguientes décadas cambió de gobernante varias veces, y los húngaros la recuperaron en 1405, 1408 y 1410 respectivamente. Luego fue otorgado como regalo al déspota serbio Esteban Lazarević, pero los húngaros lo siguieron usando como guarnición El rey Tomás de Bosnia logró recuperarlo en 1433, pero ya en 1452 fue incautado por Đurađ Branković, sobrino de Esteban Lazarević, quien se lo dio a los húngaros.
En 1462, toda la župa de Usora estaba bajo control otomano, incluido Srebrenik. Debido a fallas en la logística y una epidemia, el ejército otomano tuvo que retirarse y el Matías Corvino logró recuperar Srebrenik. Con el fin de mejorar aún más la defensa contra futuros ataques otomanos, Matías creó el Banato de Srebrenik en 1464 y se lo concedió a Nicolás de Ilok, quien más tarde se convirtió en el rey titular de Bosnia.
No se sabe cuándo lo recuperaron los otomanos, pero la fecha más probable es entre 1510 y 1519.
Desde la batalla de Mohács y hasta el Tratado de Karlowitz, debido a la expansión de las fronteras otomanas, la fortaleza experimentó muy poca actividad militar. Debido a eso, fue completamente abandonado o se quedó con solo una pequeña guarnición.
El castillo de Srebrenik pertenecía a Smoluća Nahija, el príncipe era Vlatko, hijo de Vladimir. Tuvo ocho hijos de los cuales tres se convirtieron al Islam. Los valacos de este principado pertenecían a los asentamientos de Gnojica, Miričina, Kruševica, Gornja Smoluća, Puračić, Gornja Lukavica, Srednja Smoluća, Donja Smoluća, Devetak, Dobošnica y Čitluk. En todo el principado había 153 hogares cristianos con 214 tabis y 63 hogares musulmanes con 68 tabis.
En el siglo XVIII, con la reducción de las fronteras otomanas, recuperó su importancia estratégica. Los espías austriacos lo informaron como una antigua fortaleza sin proporcionar descripciones detalladas. En ese momento, ya estaba en extrema necesidad de reparaciones. Algunas reparaciones se llevaron a cabo ya en 1756, pero sus circunstancias y resultados siguen sin informarse.
Finalmente dejó de usarse como guarnición en 1835 cuando el último soldado lo abandonó y quedó prácticamente abandonado para siempre. La mezquita, construida por los otomanos a principios del siglo XVI, todavía se mantuvo en los años siguientes.